# Carl Eller
Carl Lee Eller (* 25. Januar 1942 in Winston-Salem, North Carolina), Spitzname: Moose, ist ein ehemaliger US-amerikanischer American-Football-Spieler. Er spielte als Defensive End in der National Football League (NFL) für die Minnesota Vikings und die Seattle Seahawks.

## Spielerlaufbahn

### Collegekarriere
Carl Eller besuchte in seiner Geburtsstadt die High School und studierte danach von 1961 bis 1963 an der University of Minnesota. Zusammen mit Bobby Bell spielte er in den Jahren 1961 und 1962 in der Defense und in der Offense der dortigen College-Football-Mannschaft, den Minnesota Golden Gophers. Er wurde in der Defensive Line als auch in der Offensive Line als Tackle eingesetzt. Im Jahr 1962 konnten die Golden Gophers den Rose Bowl mit 21:3 gegen UCLA gewinnen. Im Jahr 1963 wurde Eller in die Ligaauswahl und zum All American gewählt. Sein College zeichnete ihn aufgrund seiner sportlichen Leistungen dreimal aus.

### Profikarriere
Carl Eller wurde im Jahr 1964 von den Buffalo Bills in der ersten Runde an fünfter Stelle gedraftet. Eller unterschrieb jedoch nie einen Vertrag bei diesem Verein aus der American Football League (AFL). Im selben Jahr zogen ihn die Minnesota Vikings in der ersten Runde an sechster Stelle der NFL Draft. Eller schloss sich den Vikings, deren Head Coach Norm Van Brocklin ihn in der Defensive Line als Defensive End einsetzte. Zusammen mit dem Defensive End Jim Marshall und den Defensive Tackle Alan Page und Gary Larsen, die schon bei den Vikings spielten oder in den folgenden Jahren verpflichtet wurden, bildeten die vier Spieler eine gefürchtete Defensive Line, die als Purple People Eaters (deutsch: lila Menschenfresser – der Name orientiert sich an der Trikotfarbe der Vikings) in die Geschichte der NFL eingehen sollte.
Im Jahr 1967 hatte Bud Grant das Traineramt bei der Mannschaft aus Minneapolis übernommen. Da es den Vikings gelungen war die Offense der Mannschaft mit Spielern wie Ron Yary oder Fran Tarkenton zu verstärken, entwickelte sich das Team zu einer der führenden Mannschaften in der NFL.
Eller konnte im Jahr 1969 mit seiner Mannschaft seinen ersten Meistertitel gewinnen. Die Vikings gewannen das letzte NFL-Endspiel vor dem Zusammenschluss mit der American Football League gegen die Cleveland Browns mit 27:7, verloren aber den Super Bowl IV gegen die Kansas City Chiefs mit 23:7. In den nächsten beiden Jahren gelang es Eller mit seinem Team in die Play-offs einzuziehen, wo die Mannschaft aber jeweils frühzeitig scheiterte. Eller und den Vikings gelang es danach dreimal das NFC Championship Game zu gewinnen. 1973 wurde das Endspiel gegen die von Tom Landry betreuten Dallas Cowboys mit 27:10 gewonnen. Diesem Sieg stand allerdings eine 24:7-Niederlage gegen die von Don Shula betreuten Miami Dolphins im Super Bowl VIII entgegen.
In der folgenden Spielzeit wurden im NFC Titelspiel die Los Angeles Rams mit 14:10 besiegt, erneut unterlag Eller aber mit den Vikings im Super Bowl. Die von Chuck Noll betreuten Pittsburgh Steelers konnten sich mit 16:6 im Super Bowl IX durchsetzen. Im Jahr 1976 gewann Eller seinen vierten Meistertitel. Erneut trafen die Vikings im NFC-Endspiel auf die von Chuck Knox betreuten Rams und nochmals musste sich die Mannschaft aus Los Angeles dem Team aus Minneapolis geschlagen geben, diesmal mit 24:13. Eller zog damit in seinen vierten Super Bowl ein, doch auch dieses Spiel brachte ihm nicht den erhofften Super-Bowl-Gewinn ein. Die Oakland Raiders unter ihrem Trainer John Madden behielten mit 32:14 im Super Bowl XI die Oberhand.
Carl Eller gelang es nie einen Super Bowl zu gewinnen. Nach einem letzten Spieljahr bei den Seattle Seahawks beendete er nach der Saison 1979 seine Laufbahn. Eller lief in 225 Spielen für die Vikings und die Seahawks auf. Es gelangen ihm dabei 133 1/3 Quarterback Sacks, 968 Tackle und 23 Fumble.

## Ehrungen
Carl Eller spielte sechsmal im Pro Bowl und wurde siebenmal zum All-Star gewählt. Im Jahr 1971 erfolgte die Wahl zum NFL Defensive Player of the Year. Er ist Mitglied im Minnesota Vikings 25th Anniversary Team, im Minnesota Vikings 40th Anniversary Team, im NFL 1970s All-Decade Team, in der College Football Hall of Fame, in der Pro Football Hall of Fame, in der North Carolina Sports Hall of Fame und in der Hall of Fame seines Colleges. Die Vikings ehren ihn zudem im Hubert H. Humphrey Metrodome auf dem Ring of Honor.

## Nach der Spielerlaufbahn
Carl Eller war nach seiner Laufbahn als Suchtberater tätig. Er gründete mehrere Entzugskliniken. Eller hatte selbst mehrfach Probleme mit Rauschmitteln und geriet dadurch wiederholt mit dem Gesetz in Konflikt. Eller studierte im Jahr 1994 Sozialwesen und war danach für das Sozialministerium von Minnesota tätig.
Carl Eller rief nach Beendigung seiner Spielerlaufbahn die Retired Players Association ins Leben. Er fungiert derzeit als Vorsitzender dieser Organisation, die sich um pensionierte Footballspieler und deren Familien kümmert. Ein Schwerpunkt dabei ist die medizinische Versorgung ehemaliger Spieler.